# كلفن كلارك (لاعب كرة قدم أمريكية)
كلفن كلارك (بالإنجليزية: Kelvin Clark)‏ هو لاعب كرة قدم أمريكية أمريكي، ولد في 30 يناير 1956 في أوديسا في الولايات المتحدة.

## وصلات خارجية
- كلفن كلارك على موقع مرجع كرة القدم المحترفة.كوم (الإنجليزية)